# Kavak, Nevşehir
Kavak là một thị trấn thuộc thành phố Nevşehir, tỉnh Nevşehir, Thổ Nhĩ Kỳ. Dân số thời điểm năm 2011 là 2.602 người.